# Mejicanos

Carte des zones de Mejicanos.

Mejicanos est un district de la municipalité de San Salvador Centro situé dans le département de San Salvador au Salvador. Il fait partie de l'aire métropolitaine de San Salvador.

## Géographie
Le district s'étend sur 22,12 km2 au nord de San Salvador, à une altitude moyenne de 630 m.

## Histoire
Mejicanos est une municipalité avant le 1er mai 2024, date à laquelle elle est fusionnée avec Ayutuxtepeque, Cuscatancingo, Delgado et San Salvador pour former San Salvador Centro, dont elle devient un district.

## Démographie
En 2014, la population était estimée à 140 700 habitants.